# Inre Verkviken
Inre Verkviken är en sjö i Saltviks kommun i Åland (Finland). Den ligger i den norra delen av landskapet, 29 km norr om huvudstaden Mariehamn. Inre Verkviken ligger 64 meter över havet. Den ligger på ön Fasta Åland. Arean är 49,2 hektar och strandlinjen är 6,59 kilometer lång. Sjön  ingår i Norra Skärgårdshavets avrinningsområde. 